# 金永培
金永培（：／ Kim Young-bae，1967年3月8日—），大韓民國自由派政治人物，現任第21屆國會議員。